# The Cartoon History of the Universe
The Cartoon History of the Universe (L'Histoire de l'Univers en BD) est une série de bandes dessinées de Larry Gonick, qu'il a écrites et illustrées à partir de 1978. 

## Albums
1. (en-US) Larry Gonick, The Cartoon History of the Universe – From the Big Bang to Alexander the Great (Volumes 1–7), Doubleday, 1990, 368 p. (ISBN 0-385-26520-4)
2. (en-US) Larry Gonick, The Cartoon History of the Universe II – From the Springtime of China to the Fall of Rome (Volumes 8–13), Doubleday, 1994, 305 p. (ISBN 0-385-42093-5)
3. (en-US) Larry Gonick, The Cartoon History of the Universe III – From the Rise of Arabia to the Renaissance (Volumes 14–19), Doubleday, 2002, 300 p. (ISBN 0-393-32403-6)
4. (en-US) Larry Gonick, The Cartoon History of the Modern World – Volume 1: From Columbus to the U.S. Constitution, Collins, 2006, 272 p. (ISBN 0-06-076004-4)
5. (en-US) Larry Gonick, The Cartoon History of the Modern World – Volume 2: From the Bastille to Baghdad, Collins, 2009, 272 p. (ISBN 0-06-076008-7)